# ソロン (インドネシア)
ソロン（インドネシア語: Sorong）は、インドネシア南西パプア州にある都市で、同州の州都。自然豊かなラジャ・アンパット諸島への玄関口となっている他方、インドネシア東部で産出される石油や天然ガスの物流拠点にもなっている都市である。

## 概要
ソロン県とのみ境界を接している。2010年頃から人口が大幅に増加しているが、ドベライ半島内の他都市と陸路で繋がると更なる人口増加が見込まれている。2010年の人口は国勢調査によれば19万0625人であったが、2014年1月の推計では21万9958人となっている。ドミニク・エドワード・オソク空港が所在している。2022年12月9日に西パプア州から南西パプア州が分割され、ソロンはその州都となった。

## 語源
ソロンの名はソラン（Soren）という単語に由来しており、この単語はビアク語で「深くそして波打つ海」を意味している。この名前が初めて用いられたのはビアク＝ヌンホル人によってであり、彼らがラジャ・アンパット諸島に定住する前の事であった。彼らがダラタン・マラドゥムと呼ばれていたこの地に辿り着いた時にソランと呼び始めたのがその始まりである。その後数世紀に亘って中国の商人や欧州の宣教者、現在のマルク州やサンギヘ・タラウド諸島の人々と接触し、名前は現在のソロンへと変わっていった。

## 気候
ソロンはケッペンの気候区分では熱帯雨林気候に属し、年間を通じて乾季は存在しない。最も湿潤なのは6月で373ミリメートル (14.7 in)ほどの降水が見られ、最も乾燥している2月でも180ミリメートル (7.1 in)ほどの降水が見られる。大雨はモンスーンによって齎されている。気温は年間を通じてほぼ一定で、最も暖かい月と最も寒い月の差はわずかに1.2 °C (2.2 °F)ほどの差である。最も暖かいのは11月で平均27.8 °C (82.0 °F)、最も寒いのは7月で平均26.6 °C (79.9 °F)。
| ソロンの気候                         | ソロンの気候 | ソロンの気候 | ソロンの気候 | ソロンの気候 | ソロンの気候 | ソロンの気候 | ソロンの気候 | ソロンの気候 | ソロンの気候 | ソロンの気候 | ソロンの気候 | ソロンの気候 | ソロンの気候   |
| 月                                   | 1月          | 2月          | 3月          | 4月          | 5月          | 6月          | 7月          | 8月          | 9月          | 10月         | 11月         | 12月         | 年             |
| ------------------------------------ | ------------ | ------------ | ------------ | ------------ | ------------ | ------------ | ------------ | ------------ | ------------ | ------------ | ------------ | ------------ | -------------- |
| 平均最高気温 °C （°F）               | 30.6 (87.1)  | 30.5 (86.9)  | 30.5 (86.9)  | 30.7 (87.3)  | 30.6 (87.1)  | 30.0 (86)    | 29.4 (84.9)  | 29.5 (85.1)  | 29.9 (85.8)  | 30.7 (87.3)  | 31.0 (87.8)  | 30.8 (87.4)  | 30.4 (86.7)    |
| 日平均気温 °C （°F）                 | 27.5 (81.5)  | 27.4 (81.3)  | 27.5 (81.5)  | 27.6 (81.7)  | 27.5 (81.5)  | 27.1 (80.8)  | 26.6 (79.9)  | 26.7 (80.1)  | 26.9 (80.4)  | 27.5 (81.5)  | 27.8 (82)    | 27.6 (81.7)  | 27.3 (81.1)    |
| 平均最低気温 °C （°F）               | 24.4 (75.9)  | 24.4 (75.9)  | 24.6 (76.3)  | 24.5 (76.1)  | 24.5 (76.1)  | 24.3 (75.7)  | 23.9 (75)    | 23.9 (75)    | 24.0 (75.2)  | 24.3 (75.7)  | 24.6 (76.3)  | 24.5 (76.1)  | 24.3 (75.7)    |
| 降水量 mm （inch）                   | 194 (7.64)   | 180 (7.09)   | 198 (7.8)    | 243 (9.57)   | 368 (14.49)  | 373 (14.69)  | 321 (12.64)  | 277 (10.91)  | 234 (9.21)   | 207 (8.15)   | 186 (7.32)   | 188 (7.4)    | 2,969 (116.91) |
| % 湿度                               | 81           | 81           | 82           | 82           | 85           | 84           | 85           | 86           | 85           | 82           | 82           | 83           | 83.2           |
| 出典1：Climate-Data.org (気温、降水) |              |              |              |              |              |              |              |              |              |              |              |              |                |
| 出典2：Weatherbase (湿度)            |              |              |              |              |              |              |              |              |              |              |              |              |                |

## 貿易
ソロンにはコンテナ港が建設されており、年間取扱量は50万TEUである。建設費用は8000億ルピア（約9360万米ドル）で、2012年初めから2013年半ばにかけて建設された。

## 行政区画
ソロンには6つのkecamatanと呼ばれる下位行政区画が存在している。人口は2010年国勢調査による。
| 地区名                 | 日本語訳     | 人口   |
| ---------------------- | ------------ | ------ |
| ソロン・バラト         | ソロン西     | 35,306 |
| ソロン・ケプラウアン   | ソロン島嶼部 | 9,711  |
| ソロン・ティムル       | ソロン東     | 26,694 |
| ソロン・ウタラ         | ソロン北     | 45,001 |
| ソロン・ディストリクト | ソロン地区   | 31,264 |
| ソロン・マンディ       |              | 42,539 |

## 治安
- 2022年1月24日、市内のナイトクラブで、対立するグループ同士が衝突。抗争の中で火災が発生。18人以上が死亡[8]。

## テレビ
- Televisi Republik Indonesia
- RCTI
- SCTV
- MNC TV
- ANTV
- Indosiar
- MetroTV
- Trans7
- Trans TV
- TvOne
- Global TV
- Detik TV
- BNTV
- iNews TV
- Tempo TV
- Republika TV
- Assalam TV Jakarta

## 姉妹都市
- グリーンランド ヌーク
- ボツワナ ハボローネ